# Gerardo Vargas Hurtado
Gerardo Vargas Hurtado, periodista peruano, nació en Arica en 1869 y falleció en 1941, fue también historiador y escritor de teatro, fundador del periódico "El Ariqueño" y periodista del diario "El Morro de Arica" publicado hasta 1911. Fue miembro de la Sociedad Geográfica de Lima. En 1896 fue elegido secretario de la logia peruana "Fraternidad Universal" de Arica.
En marzo de 1904 el diario "El Morro de Arica" cumplía 14 años y como indicaba en esa edición su redactor el periodista Gerardo Vargas Hurtado, fue fundado con el exclusivo objeto de defender los intereses peruanos en estos territorios y del comercio local, creemos haber cumplido en todo tiempo, con altitud de miras, ese programa.
Participó en el ámbito periodístico en las campañas plebiscitarias de 1925 y 1926 a favor del Perú para que las provincias de Tacna y Arica se reincorporaran a territorio peruano. En 1929 su natal Arica es definitivamente una provincia chilena.
Sus obras principales son:
- Historia de Arica,
- Unanue, sabio ariqueño,
- La Batalla de Arica 7 de junio de 1880 (Arica en la Guerra del Pacífico). Lima 1921.[2]

Algunos capítulos del libro la "La Batalla de Arica" fue publicado en el diario "La voz del sur" editado en Arica en 1925 a bordo del navío Ucayali.
En este libro describe rasgos biográficos de Francisco Bolognesi y Roque Sáenz Peña, las fortificaciones de Arica, el juramento de los héroes, la respuesta ante el pedido de rendición de la plaza, el asalto y defensa del morro, la actuación del monitor "Manco Cápac" y de la torpedera "Alianza", el fusilamiento de prisioneros peruanos, el incendio y saqueo de Arica.